# آلة مثالية
يشير مصطلح الآلة المثالية إلى نظام ميكانيكي افتراضي لا يتم فيه فقدان الطاقة والكهرباء عن طريق الاحتكاك أو التشويه أو التآكل أو غيرها من أوجه القصور. والآلات المثالية لديها حد أقصى نظري للأداء، ولذا يتم استخدامها على أنها الأساس لتقييم أداء نظم الآلات الفعلي
إن الآلة البسيطة مثل الرافعة أو البكرة أو رتل التروس عبارة عن «آلة مثالية» في حالة تساوي الطاقة المُستهلكة مع الطاقة المُنتجة للآلة، مما يعني عدم وجود خسارة في الطاقة. في هذه الحالة، الكفاءة الميكانيكية تساوي 100%.
والكفاءة الميكانيكية هي أداء الآلة مقارنة بالحد الأقصى النظري للآلة المثالية. ويتم احتساب الكفاءة الميكانيكية للآلات البسيطة عن طريق قسمة ناتج الطاقة الفعلية على ناتج الطاقة المثالية. وعادة ما يتم التعبير عنها بالنسبة المئوية.
قد يحدث فقدان للطاقة في النظام الفعلي بعدة طرق، مثل الاحتكاك والتشويه والتآكل والخسائر الناتجة عن الحرارة والتحول الكيميائي غير الكامل والخسائر المغناطيسية والكهربائية.

## المعايير
تحتوي الآلة على مصدر للطاقة وآلية للتحكم في استخدامها. ويعتمد مصدر الطاقة في كثير من الأحيان على التحويلات الكيميائية لتوليد الحرارة التي تستخدم فيما بعد لتوليد الطاقة. لكل مرحلة من مراحل توليد الطاقة حد أقصى للأداء يتم تحديده على أنه حالة مثالية.
عند توليد الطاقة، تعمل عناصر آلية تشغيل الآلة على توجيه الطاقة نحو القوة والحركة المفيدة. ولا تمتص الآلية المثالية أي طاقة، مما يعني أن الطاقة المُستهلكة تساوي الطاقة المُنتجة.
ومن الأمثلة على ذلك محرك السيارة (محرك الاحتراق الداخلي) الذي يحرق الوقود (وهو عبارة عن تفاعل كيميائي طارد للحرارة) داخل أسطوانة ويستخدم الغازات الموسعة لتحريك المكبس. تدور حركة المكبس بالتناوب على العمود المرفقي. وتشكل المكونات الميكانيكية المتبقية مثل علبة السرعة وعمود الإدارة والترس التفاضلي والمحاور والعجلات آلية نقل الطاقة ودورها توجيه الطاقة من المحرك إلى قوى الاحتكاك على الطريق لتحريك السيارة.
كذلك، فإن الآلة المثالية لديها حد أقصى لتحويل الطاقة إضافة إلى آلية نقل الطاقة بلا خسائر التي قد تنتج أقصى حد للأداء.